# Jannik Schümann
Jannik Schümann é um ator alemão e dublador.

## Biografia
Jannik Schümann cresceu no distrito de Kirchwerder em Hamburgo. Quando criança, ele tinha interesse ao jazz e hip-hop. Sua paixão pela dança lhe valeu o papel do pequeno Mozart (Amadé) na estreia alemã do musical homônimo em Neuer Flora, em Hamburgo, aos nove anos de idade. Schümann foi descoberto por um agente que o contratou e lhe enviou aulas de atuação nos anos seguintes.
Em 2003 teve o primeiro papel na televisão em uma série da ZDF, Die Rettungsflieger. Em 2004 Schümann dubla na versão alemã de rádio-drama da história de Éric-Emmanuel Schmitts Oskar und die Dame in Rosa ao lado de Gisela Trowe no papel-título juvenil. Em 2007, ele foi visto na televisão em dois papéis Das Glück am anderen Ende der Welt como o filho de Heiner Lauterbach e como suspeito de assassinato em Tatort: Liebeshunger  com Robert Atzorn. A partir de 2007/08, o papel de Florian foi representado por Kerstin Marie Mäkelburg e Jerry Marwig na estreia mundial do Udo-Jürgens-Musical, Ich war noch niemals in New York no Hamburger Operettenhaus. Além de outros papéis convidados em séries de televisão e séries, ele atuou nos papéis principais para os filmes Die drei ??? – Das Geheimnis der Geisterinsel (2007) e  WinneToons – Die Legende vom Schatz im Silbersee (2009). No papél de Justus Jonas em Die drei ??? e também falou no filme seguinte Die drei ??? – Das verfluchte Schloss (2009) e para a série de drama de rádio de  Die drei ??? Kids. Schümann foi recorrente na série infantil e juvenil da televisão como entusiasta de futebol e suposto incendiário em Die Pfefferkörner (2009), bem como na produção em língua inglesa Emmas Chatroom (2010/11).
Schümann tornou-se conhecido por um público mais amplo através de seu envolvimento no premiado programa de televisão Homevideo (2011). No drama sobre ciberbullying entre estudantes, ele apareceu no papel coadjuvante do intrigante Henry, que coloca um vídeo comprometedor de seu colega de classe Jakob (interpretado por Jonas Nay) na Internet. O Süddeutsche Zeitung criticou que teria sido mais ousado dedicar mais tempo ao papel do agressor. "Henry está procurando por poder. O que o leva a jogar impiedosamente permanece aberto.“ Por sua atuação, Schümann foi indicado para o New Faces Award 2012 pela revista Bunte, mas ficou aquém do seu colega de vídeo caseiro, Jonas Nay. No mesmo ano, Schümann estreou no cinema com o papel coadjuvante de Mario no drama de Barbara Petzold, Barbara, atuando como hiperativo, além de lidar com pílulas filho de um diretor de escola (Herbert Knaup) no filme de Martin Enlens. O jovem elenco de artistas em torno de Isabel Bongard, Sonja Gerhardt, Vincent Redetzki, Anton Rubtsov e Schümann foi premiado com um prêmio especial do júri na apresentação do Hessischer Fernsehpreis de 2012. Em outubro de 2013, o filme de Gregor Schnitzler, Spieltrieb, foi lançado, baseado no romance de Juli Zeh, Spieltrieb, no qual ele assumiu o papel de protagonista masculino do Alev. Na adaptação do best-seller de Andreas Steinhöfels no meio do mundo, ele assumiu o papel de Nicholas.
Jannik Schümann vive em Berlim e Hamburgo.

## Filmografia

### Ator
- 2003: Die Rettungsflieger (episódio: Rivalen im Cockpit)
- 2007: Tatort (episódio: Liebeshunger)
- 2007: Das Glück am anderen Ende der Welt (Telefilme)
- 2009: Stubbe – Von Fall zu Fall – (episódio: Im toten Winkel)
- 2009: Die Pfefferkörner (série de TV, quatro episódios)
- 2010: Kommissarin Lucas (episódio: Wenn alles zerbricht)
- 2010: SOKO Wismar (episódio: Die Prophezeiung)
- 2010: Garmischer Bergspitzen (Telefilme)
- 2010–2011: Emmas Chatroom (série de TV)
- 2011: Notruf Hafenkante (episódio: Eltern – nein, danke!)
- 2011: Homevideo (Telefilme)
- 2011: Der Alte (episódio: Schleichendes Gift)
- 2011: Küstenwache (episódio: Verlorene Unschuld)
- 2012: Ferngesteuert (curta-metragem)
- 2012: Barbara
- 2012: Mittlere Reife (Telefilme)
- 2012: SOKO Köln (episódio: Mord nach Schulschluss)
- 2012: Polizeiruf 110 (episódio: Eine andere Welt)
- 2013: Der Lehrer (episódio: Ich hab' ja gesagt, ich bin Lehrer)
- 2013: Die Erfinderbraut
- 2013: Lotta & die frohe Zukunft
- 2013: Spieltrieb
- 2013: Heiter bis tödlich: Morden im Norden (episódio: Über Bord)
- 2013: Tatort (episódio: Gegen den Kopf)
- 2013: Bella Block (episódio: Angeklagt)
- 2014: Katie Fforde (episódio: Das Meer in dir)
- 2014: Sechs auf einen Streich (episódio: Die drei Federn)
- 2015: Schuld nach Ferdinand von Schirach (episódio: Die Illuminaten)
- 2015: Die kalte Wahrheit (Telefilme)
- 2015: Mein Sohn Helen (Telefilme)
- 2015: Großstadtrevier (episódio: Geborene Verlierer)
- 2016: Die Hebamme II (Telefilme)
- 2016: Alarm für Cobra 11 (episódio: Tödlicher Profit)
- 2016: Die Diplomatin (episódio: Das Botschaftsattentat)
- 2016: Die Diplomatin (episódio: Entführung in Manila)
- 2016: Die Mitte der Welt
- 2016: Lenalove
- 2017: Jugend ohne Gott
- 2017: High Society
- 2017: Grenzenlos (Submersão)
- 2020: Monster Hunter

### Dublador
- 2007: Die drei ??? – Das Geheimnis der Geisterinsel (Os Três Investigadores e o Segredo da Ilha Esquelética; papel: Justus Jonas)
- 2008–2009: Team X Treme (série de audiolivros, papel: Kyle Connor (Phantom))
- 2009: Die drei ??? – Das verfluchte Schloss (Os Três Investigadores e o Segredo do Castelo do Terror; papel: Justus Jonas)
- 2009: WinneToons – Die Legende vom Schatz im Silbersee (filme de animação; papel: Bobby)
- 2012: Der Lorax (papel: Ted)

## Papéis em musicais
- 2001–2002: Mozart (Neue Flora, Hamburgo; papel: Amadé)
- 2004: Oliver Twist (Kampnagel, Hamburgo)
- 2008: Ich war noch niemals in New York (Operettenhaus, Hamburgo; papel: Florian)

## Prêmios
- 2012: Nomeação para o New Faces Award por Homevideo (Melhor jovem ator)
- 2012: Hessischer Fernsehpreis – Sonderpreis der Jury für Mittlere Reife (juntamente com Isabel Bongard, Sonja Gerhardt, Vincent Redetzki e Anton Rubtsov)
- 2016: Askania Award (Prêmio Shooting-Star)